# Гюнтер VIII фон Кефернбург
Гюнтер VIII фон Кефернбург (на немски: Gunther VIII, Graf von Kafernburg; Günther VIII von Käfernburg; † между 23 август 1318 и 22 август 1324) е от 1289/1293 г. граф на Кефернбург.

## Произход
Той е син на граф Гюнтер VI фон Шварцбург-Кефернбург-Илменау († 1293) и съпругата му София фон Лухов († сл. 1288). Внук е на граф Гюнтер V фон Кефернбург († 1275) и Матилда († 1285). Брат е на граф Гюнтер IX фон Кефернбург-Люхов († 1332/1344).

## Фамилия
Гюнтер VIII се жени за Ирмгард фон Шварцбург-Вахсенбург († сл. 1334/1340), дъщеря на граф Хайнрих VI фон Шварцбург († ок. 1293). Те имат децата:
- София († 4 март 1358), омъжена пр. 5 март 1315 г. за граф Хайнрих VI фон Хенеберг-Ашах († 1355/1356)
- Гюнтер XII (XI) († 1368/ сл. 27 юни 1371), от 1324 г. граф на Кефернбург, женен пр. 9 ноември 1341 г. за Лорета фон Епщайн († 1351/1353)
- Ирменгард († сл. 1340), монахиня в манастир Илм
- Мехтилд († сл. 1340), монахиня в Илм
- Елизабет († сл. 1340), монахиня в Илм
- София († сл. 1340), монахиня в Илм

Вдовицата му Ирмгард фон Шварцбург става монахиня в манастир Илм.